# Apanasana
Apānāsana (en devanāgarī : अपानासन), ce terme sanskrit se traduit littéralement par posture du vāyu de l'excrétion (apāna).

Dans le yoga, apānāsana est une posture sur le dos, jambes repliées.